# Ахмед Діоманде
Ахмед Діоманде (фр. Ahmed Diomandé, нар. 15 грудня 2002) — малійський футболіст, правий захисник марокканського клубу «Іттіфак» (Марракеш) і національної збірної Малі.

## Клубна кар'єра
Народився 15 грудня 2002 року. Вихованець футбольної школи клубу «Афрік Футбол Еліт». Дорослу футбольну кар'єру розпочав 2022 року в основній команді того ж клубу, в якій провів два сезони. 
На початку 2024 року перейшов до марокканського «Іттіфака» (Марракеш). 

## Виступи за збірні
З 2023 року залучається до складу молодіжної збірної Малі. На молодіжному рівні зіграв у 5 офіційних матчах, забив 2 голи.
У січні 2024 року дебютував в офіційних матчах у складі національної збірної Малі.
У складі олімпійської збірної Малі — учасник футбольного турніру на Олімпійських іграх 2024 року в Парижі, де виходив на поле в усіх трьох іграх групового турніру, який малійцям подолати не вдалося.
| Дата      | Місто | Господарі  | Результат | Гості | Турнір              | Голи | Примітки |
| --------- | ----- | ---------- | --------- | ----- | ------------------- | ---- | -------- |
| 24-1-2024 | Оран  | Мавританія | 1 – 0     | Малі  | ЧАН 2020 - 1-й етап | -    | 88'      |
| Усього    |       | Матчів     | 1         |       | Голів               | 0    |          |